# Ікшинське водосховище
Ікшинське водосховище — одне з водосховищ системи каналу імені Москви. Розташоване у Московській області, в межах Митищинського району. Отримало свою назву по селищу міського типу Ікша, що знаходиться поруч.
Корисний об'єм — 8 млн м³, площа - 8,4 км². Ширина - до 1,5 кілометра, довжина становить 5,6 км, глибина — до 8 м.
Водосховище судноплавне. Північна частина водосховища з'єднується через ділянку каналу зі шлюзом № 6 каналу імені Москви, а південно-східна частина водосховища з'єднується через ділянку каналу з Пестовським водосховищем.
На водосховищі розташовані пристані «Річка Чорна» та «Ікша».
Замерзає в середині листопада, розкривається в середині квітня.
Використовується для водопостачання Москви. Популярне місце відпочинку. У водосховищі ловлять окунь, плотва, минь, лящ, йорж і піскар.